# John Methuen
John Methuen foi um diplomata inglês negociador do famoso tratado entre Inglaterra e Portugal que leva seu nome (Tratado de Methuen), assinado em 27 de dezembro de 1703.